# Cryptocarya angustifolia
Cryptocarya angustifolia är en lagerväxtart som beskrevs av Ernst Meyer. Cryptocarya angustifolia ingår i släktet Cryptocarya och familjen lagerväxter. Inga underarter finns listade i Catalogue of Life.